# Revolutions-Marsch
Der Revolutions-Marsch ist ein Marsch von Johann Strauss (Sohn) (op. 54). Das genaue Datum und der Ort der Uraufführung sind nicht überliefert. Die Uraufführung fand aber vor Juni 1848 statt. Die erste belegte Aufführung fand im Casino Zögernitz in Döbling Anfang Juni 1848 statt.